# 헨델 주제에 의한 변주곡과 푸가

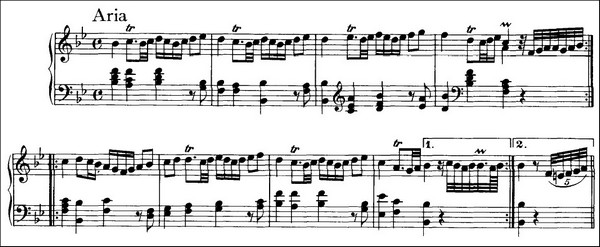

헨델 주제에 의한 변주곡과 푸가 Op. 24는 1861년 요하네스 브람스가 작곡한 피아노 독주를 위한 작품이다. 25개의 변주곡과 마지막 푸가로 구성되어 있으며 게오르크 프리드리히 헨델의 Harpsichord Suite No. 1 in B ♭ 장조, HWV 434에서 주제를 얻었다. 헨델 변주곡으로 알려져 있다.
도널드 토비는 이 곡을 "지금까지 쓰여진 6개의 가장 위대한 변주곡 모음" 중 하나로 선정했다. 전기 작가 얀 스와포드(Jan Swafford)는 헨델 변주곡을 "아마도 베토벤 이후 가장 훌륭한 피아노 변주곡 모음"이라고 설명하였다.

## 배경
브람스는 함부르크 여성 합창단(Frauenchor)의 이사로 일을 했던 것을 포기하고 함부르크에 있는 가족이 살았던 좁고 초라한 아파트를 떠나 조용한 교외인 함(Hamm)에 있는 자신의 아파트로 이사했다. 그는 교외에서 "일련의 초기 걸작들"을 창작하는 매우 생산적인 기간을 시작했다. 피아노에 대한 그의 관심과 숙달은 G단조와 A장조의 두 가지 중요한 피아노 4중주를 작곡하는 데에도 나타난다.
작곡가로서의 초기 시절부터 변주곡은 브람스에게 큰 관심을 받은 음악 형식이었다. 헨델 변주곡 이전에 그는 그의 작품의 느린 악장에 변주곡을 사용했을 뿐만 아니라 많은 다른 변주곡 세트를 작곡했다. 1, 피아노 소나타 C장조, 그리고 다른 실내악 작품. 그가 현장에 나타났을 때, "좋아하는 곡의 의역을 쓰기 위한 기초에 불과한" 변주가 감소했다. 브람스의 작업에서 형식은 다시 한 번 위대하게 복원되었다.
브람스는 6년 이상 바로크 양식을 모방했다. 특히, 브람스는 "무엇보다도 전주곡, 푸가, 캐논 및 바로크 시대의 모호한 춤 동작 중에서 더 엄격하고 복잡하며 역사적인 모델에 대해 주의 깊게 연구했다. 브람스가 자신의 기법을 발전시키기 위해 쓴 2개의 지그와 2개의 사라반드가 오늘날까지 남아 있다. 이러한 역사적 연구의 결과는 주제로 헨델을 선택했을 뿐만 아니라 프랑수아 쿠프랭 악파의 시칠리아노 댄스 형식(Var. 19)을 포함한 바로크 형식의 사용과 일반적으로 자주 사용되는 형식에서 볼 수 있다.
변주 쓰기에 대한 그의 접근 방식의 한 측면은 여러 글자로 명시되어 있다. "변주을 위한 테마에서 나에게 의미가 있는 것은 거의 베이스뿐이다. 그러나 이것은 나에게 신성한 것이며, 내가 그 후에 내 이야기를 구축하는 확고한 기초이다. 내가 멜로디 로 하는 것은 단지 놀고 있을 뿐이다. . . 선율만 바꾸면 영리하고 우아하고, 실로 감성이 충만하면 예쁜 생각이 깊어지는 것보다 더 쉬울 수 없다. 주어진 베이스 위에서 나는 실제로 새로운 것을 발명하고, 그 안에서 새로운 멜로디를 발견하고, 창조한다." 베이스의 역할이 중요하다.
브람스는 또한 주제의 성격과 역사적 맥락을 신중하게 고려했다. 베토벤의 디아벨리 변주곡(Diabelli Variations)의 위대한 모델과 달리 변주곡은 주제의 성격에서 크게 벗어났지만, 브람스의 변주곡은 주제의 성격을 표현하고 발전시켰다. 헨델 변주곡의 주제가 바로크 시대에 유래했기 때문에 브람스는 시칠리아노, 뮈제트, 카논 및 푸가와 같은 형식을 포함했다.
1861년 그의 경력에서 아직 완전히 확립되지 않은 브람스는 작품을 출판하기 위해 고군분투해야 했다. 그는 Breitkopf & Härtel에 다음과 같이 썼다. "나는 첫 번째 장애물에서 당신이 출판한 내가 가장 좋아하는 작품인 이 작품을 보고 싶은 욕망을 포기하고 싶지 않다. 그러므로, 당신이 그것을 사용하지 않는 것이 주로 높은 수수료라면, 12개의 프리드리히 도르 또는 이것이 여전히 너무 비싸다면 10개의 프리드리히 도르를 위해 그것을 갖게 하는 것을 기쁘게 생각한다. 나는 당신이 내가 임의로 초기 비용을 뽑았다고 생각하지 않기를 바란다. 나는 이 작업이 이전 작업보다 훨씬 낫다고 생각한다. 또한 성능 요구 사항에 훨씬 더 잘 적응하여 시장에 출시하기가 더 쉬울 것이라고 생각한다. . ."
헨델 변주곡의 주제는 헨델의 하프시코드 모음곡 3번의 아리아에서 따온 것이다. 브람스 자신은 1733년 초판을 소유하고 있었다. 브람스를 위한 아리아의 매력은 단순성이었을 것이다. 그 범위는 한 옥타브로 제한된다. 하모니는 단순하며 모든 음은 B 플랫 장조 음계에서 가져온다. 그것은 "매우 중립적인 출발점을 만들었다". 헨델은 자신의 주제에 대해 다섯 가지 변주만 썼지만 브람스는 제한된 하프시코드가 아닌 피아노를 악기로 사용하여 그의 작품 범위를 확장된 푸가로 끝나는 25개의 변주로 확장했다. 브람스가 헨델을 사용한 것은 과거 음악에 대한 그의 사랑과 그것을 통합하고 자신의 작곡에 변주하려는 경향을 잘 보여준다.
작품의 전반적인 개념에 대해 Malcolm MacDonald는 "이 기념비적인 작품에서 브람스의 모델 중 일부는 식별하기 쉽다. 그의 개념의 규모와 야망에서 바흐의 골트베르크와 베토벤의 디아벨리 변주곡은 일반화되면 강력한 영향력을 행사했음에 틀림없다. 에로이카 변주곡의 구체적인 특징은 더 가깝다. 그러나 전체적인 구조는 독창적이다." 그리고 맥도날드는 보다 현대적인 영감의 원천이었을 수도 있는 것을 제안한다.

## 구조
Nicholas Cook은 다음과 같은 간결한 설명을 제공한다. : "헨델 변주곡은 주제와 각각 길이가 같은 25개의 변주곡으로 구성되며, 끝 부분에 훨씬 더 긴 푸가를 추가하여 지속 시간, 역동성 및 대위법적 복잡성 측면에서 악장의 클라이맥스를 제공한다. 개별 변주곡은 템포와 다이내믹스 측면에서 일련의 웨이브를 생성하는 방식으로 그룹화되어 최종 푸가로 이어지며 이 전체 조직에 여러 종속 패턴이 중첩된다. 장조 장조와 단조의 변주곡은 서로 조금씩 번갈아가며 변한다. 단 한 번만 다른 키에 변주이 있다(상대 단조에 있는 21번). 레가토 변주은 일반적으로 스타카토 변주으로 이어진다. 질감이 단편적인 변주은 일반적으로 동음이의 변주이 뒤따른다. ... 변주 세트의 구성은 그다지 동심적이지 않다. 각 변주은 테마와의 관계에서 일관성을 파생한다. 각 변주은 앞뒤에 있는 것과의 관계에 의해 중요성을 부여받다. 그것이 위치한 변주 그룹에 의해. 즉, 변주 세트에 통일성을 부여하는 것은 ... 주제 자체가 아니라 비트겐슈타인의 용어를 사용하여 다른 변주 사이에 '가족 유사성'의 네트워크이다."
헨델 변주곡의 편성에 대해서는 다양한 의견이 있다. 예를 들어 Hans Meyer는 1~8('엄격'), 9~12('자유'), 13('합성'), 14~17('엄격') 및 18~25('자유'), 푸가에서 절정을 이룬다는 식으로 분석한다. William Horne은 쌍으로 된 변주을 강조한다. 아니요. 3과 4, 5와 6, 7과 8, 11과 12, 13과 14, 23과 24. 이것은 그가 세트를 1–8, 9–18, 19–25로 그룹화하는 데 도움이 된다. 각 그룹은 페르마타로 끝나고 하나 이상의 변주 쌍이 앞에 온다. 브람스의 다이내믹 마킹에 초점을 맞춘 존 링크(John Rink)는 다음과 같이 쓴다.: "브람스는 전반부에 흐름의 상태를 유지한 다음 푸가를 향한 거대한 '크레센도'가 될 때까지 변주 13-15의 정점 이후 온도를 감지할 수 있을 정도로 낮게 유지하면서 25개의 변주 전체에 걸쳐 강도 수준을 제어하기 위해 노력한다. 변주 23에서 시작된다. 따라서 우리는 많은 작가들이 (합법적으로) 열광한 구조의 우아함을 보완하고 아마도 듣는 사람에게 그 중요성을 초월하는 움직임과 추진력에 대한 민감성을 찾는다.
헨델의 조표인 B ♭ 장조를 대부분의 세트 전체에 걸쳐 사용하고, 단조 단조의 몇 가지 예외만 변경하고, 대부분의 작업에서 반복된다.

### 변주곡
헨델의 주제는 두 부분으로 나뉘며 각 부분은 길이가 네 마디이고 각각 반복된다.
브람스의 1번 변주곡은 헨델 주제의 선율과 화음에 가깝게 유지하면서 성격을 완전히 바꾼다. 전체적으로 스타카토를 사용하며 싱코페이트된 악센트는 분명히 비 바로크이다. 다이내믹한 마킹 poco f (약간 더 크게)도 헨델의 우아한 아리아와 분명히 구분된다. 템포에서 변주은 훨씬 더 서두르고, 또렷하고, 심지어 춤처럼 보이다. 오른손이 8분 음표에서 "일시 중지"할 때마다 왼손이 16분 음표로 채워진다. 두 섹션의 끝에서 브람스는 헨델의 장식을 화려한 업스케일 및 다운 스케일 실행으로 대체한다.
2번 변주곡은 잔잔한 리듬이 흐르는 미묘한 곡이다. 브람스가 그의 작품 전반에 걸쳐 즐겨 사용하는 기법을 사용하기 때문에 복잡성이 추가된다. 헨델 주제의 선율을 노골적으로 상기시키면서 이 변주곡의 반음계는 바로크를 넘어선 세계의 감각을 더한다. 전반부에서 패턴은 음계에서 크레센도가 올라갔다가 더 짧은 데크레센도로 떨어지는 형식이다. 후반부는 피치와 역동성 모두에서 높은 클라이맥스로 오르다가 다시 빠르게 떨어진다. 다음 변주으로 부드럽게 전환된다.
dolce로 표시된 우아한 세 번째 변주곡은 좀 더 여유로운 속도로 움직이며 두 개의 다소 바쁜 변주 후에 평온함을 제공한다. 그것은 또한 다음과 같은 엄청난 변화와 매우 필요한 대조를 제공한다. 오른손과 왼손이 번갈아 가며 겹쳐지며 왼손은 세 개의 8분 음표 패턴으로 오른쪽을 모방한다. 각 그룹의 첫 번째 음표는 스타카토로 연주되어 경쾌함을 더한다. 이따금 감긴 화음이 흥미를 더한다.
리솔루토(risoluto)로 표시된 네 번째 변주곡은 양손으로 16분음표를 옥타브로 연주하고 강한 악센트(스포르잔도는 6음 화음으로 자주 강조됨)와 헨델의 주제보다 한 옥타브 높은 클라이막스가 있는 대표적인 작품이다. 템포 표시는 없지만 이 변주은 종종 빠른 속도로 수행된다.
이전 변주곡의 장엄한 소리에 이어 서정적인 5변주곡이 조용히 시작된다. 분위기의 변화는 B ♭ 단조로 이동하여 강조된다. 이것은 헨델과 다른 건반의 첫 번째 변주이다. 수많은 작은 크레센도와 디 크레센도는 마킹 에스프레시보를 강조. 멜로디는 8분 음표에서 측정된 속도로 위로 이동하는 반면 왼손은 반대 움직임으로 16분 음표에서 끊어진 코드를 동반한다. 분위기는 평화롭고 고요한다. 이 변주와 다음 변주 사이의 쌍은 강장 단조 조표와 반대 동작을 사용하여 만들어진다.
앞의 변주와 마찬가지로 6번 변주은 단조이며 상반된 움직임을 특징으로 하며 두 변주곡의 모티브는 유사하다. 레가토 프레이즈로 표시된 p semper, 여기에서 브람스는 후반부의 여러 소절에 대해 거꾸로 된 대포를 포함하여 옥타브 카논 형식의 대위법을 사용한다.
변주 5와 6의 쌍을 반영하여 일곱 번째 변주는 여덟 번째 변주와 쌍을 이룬다. 헨델의 원래 B ♭ 장조로 돌아가서, 변주 7은 빠르고, 흥미롭고, 흥겹고, 본질적으로 리드미컬하다. 세 가지 음색 모두에 걸쳐 높은 음표와 스타카토 리듬의 강조 반복에 의해 지속적인 드럼 비트 효과가 생성된다. 반복되는 상위음으로 인해 초점이 내부 보이스로 이동한다. 많은 악센트가 이 변주곡의 매우 리드미컬한 특성을 더욱 강조한다. 전반부의 일부 소절에서는 소절의 마지막 박자에 악센트가 배치되는 반면 후반부에서는 모든 박자에 더 많은 악센트가 지정된다.
변주 8은 왼손이 이전 변주와 동일한 음표로 계속해서 두드리는 변주 7의 리드미컬한 흥분을 계속한다. 몇 마디 후 오른손의 두 목소리가 뒤집힌다. 마지막 부분의 페르마타는 9시가 시작되기 전에 침묵의 순간을 제공하고 첫 번째 섹션의 끝을 알린다.
변주 9는 고음과 저음이 위엄 있고 불길한 옥타브에서 움직일 때 장엄한 느낌과 함께 시리즈의 속도를 늦춘다. 이 작품은 매우 색채가 풍부하고 이전의 여러 변주와 마찬가지로 고음과 저음이 전체적으로 반대 움직임을 보이다. 각각의 2마디 프레이즈는 알람을 울리는 것처럼 sf 변주곡은 헨델의 주제보다 한 옥타브 더 높게 시작하고 반복되는 2마디 패턴은 헨델보다 2옥타브 더 높은 절정에 도달할 때까지 장력이 증가하면서 계속 상승한다.
앞의 숫자와 달리 10번 변주곡은 빠르고 짜릿한 Allegro energico이다. 주제의 주요 음이 다양한 음역에 흩어져 있기 때문에 다소 이상한 효과는 멜로디가 거의 없다. 상반기 pp 연주 한 음의 일련의베이스에 깊은 종료, 낮은 점진적으로 에코 다음에 더 높은 레지스터 (energetico f 큰, 큰 소리로 화음으로 시작 놀라게 일련의 제스처로 구성되어 있다. 후반부가 절정을 향해 달려간다.
변주 7-10의 이후에 다음 두 변주가 감미롭고 선율적이다. 11번 변주곡은 대위법을 사용하고 왼손은 단순히 두 개의 음표를 연주하는 반면 오른손은 흔들리지 않는 리듬으로 단순하고 즐거운 분위기를 가지고 있다. 변주 11과 12는 작품의 특징인 변주 조합의 또 다른 예이다.
변주 12의 조용함과 섬세함은 변주 13의 단조의 귀환을 준비한다. 왼손은 헨델 주제의 왼손과 같은 리듬으로 변주 17과 유사하다.
변주 13은 장례식 분위기에서 단조로 돌아간다. 이것은 세트의 중간 변주이며 Denis Matthews의 관점에서 정서적 중심이다. 오른손 6도는 왼쪽의 감긴 코드에 대해 연주되며, 아마도 드럼 소리가 들리지 않음을 암시한다. Tovey에게 말콤 맥도날드는 그것을 "화려한" 그리고 "헝가리 환상곡"으로 보고 있는 반면, 토비에게 그 우스꽝스러운 어조는 "일종의 헝가리 장례 행진"을 암시한다.
sciolto로 표시된 변주 14는 변주 13의 어두운 분위기를 깨고 원래 키로 돌아간다. 확장된 트릴과 왼손의 깨진 옥타브에 대한 오른손의 6분의 1 스칼라 실행은 거장을 보여주는 작품이다. 분위기는 큰 에너지, 흥분 및 높은 기운이다. 그것은 다음과 같은 변주으로 중단 없이 이어진다.
앞의 번호에 이어 15번 변주곡은 흥미진진한 클라이맥스를 향해 가차없이 전개되는 과감한 변주곡이다. 이것은 약간만 다른 1마디 패턴으로 더 높은 음역의 8분 음표에 있는 두 개의 선언적 코드와 헨델의 원래 턴을 반영하는 낮은 16분 음표로 구성된다. 눈에 띄는 업비트는 싱코페이트된 에너지를 생성한다. 브람스의 피아노 협주곡 2번의 에튀드로 불렸다. 하나의 "추가" 막대를 추가하여 헨델 테마의 구조적 틀을 깨뜨린다. 브람스의 첫 번째 사인에서 변주곡 15번과 16번은 역순으로 배치되었다.
변주 16은 "변주곡"으로 변주 15에서 계속되며 두 개의 높은 8분 음표와 낮은 16분 음표의 패턴을 반복한다. 그것은 또한 변주 17과 또 다른 쌍을 형성한다. Malcolm MacDonald가 Variation 6의 canon보다 "재치 있는" 것으로 묘사한 카논에 바로크 대위법이 다시 나타난다 왼손은 2개의 하강하는 스타카토 팔분음표로 시작하고 반대쪽 손에는 2개의 8분 음표가 반전되어 4옥타브 더 높다. 각각의 경우에 십육분음표가 이어진다. 효과는 가볍고 상쾌하다.
변주 17에서 앞의 두 변주에서 두드러지게 두드러진 16분음표의 부재는 più mosso 표시에도 불구하고 느려지는 인상을 준다. 그 효과는 부드럽게 떨어지는 빗방울, 오른손의 끊어진 화음, 피아노 와 스타카토가 다양한 음높이로 작품 전반에 걸쳐 반복된다. 각 음표는 두 번 연주되어 여유로운 속도를 제안한다.
변주 18은 앞의 변주 17과 쌍을 이루는 또 다른 "변주의 변주". 이제 아리아의 멜로디를 반향하는 이전 변주의 반주가 이제 손 사이에서 싱코페이트되고 번갈아 가며 "빗방울"은 스위핑 아르페지오로 대체된다.
변주 19는 느리고 편안한 변주곡 시칠리아노의 춤 스타일로 작곡되었다. 그것은 아마도 "골동품" 음악의 또 다른 회상으로 루트 위치에서 거의 독점적으로 코드를 사용한다. 브람스가 자주 사용하는 기법에서 멜로디 라인은 안쪽 부분에 숨겨져 있다. 이 변주은 no를 포함하는 길고 조용한 섹션을 연다.
20번 변주곡은 처음부터 절정을 향해 나아간다. 앞의 변주과는 대조적으로, 그것과 거의 바로크가 반음계 고음 및 저음과 두께 모두에서 텍스처 (왼손 옥타브 대 오른손 화음). Malcolm MacDonald는 "오르간 로프트 진행"을 언급한다.
변주 21은 G단조로 이동한다. 변주 19와 마찬가지로 주제가 숨겨져 있다. 이 경우 주제의 주요 음표를 통과하는 것만으로도 가벼움을 얻을 수 있다. 이것은 브람스의 폴리리듬 사용의 또 다른 예인데, 이번에는 3개의 음표를 4개의 음에 짝지었다.
이전 변주의 가벼운 분위기는 변주 22에서 계속된다. 변주 22는 백파이프의 음악을 모방한 부드러운 목가적인 뮤제트를 암시한다.
변주 23에서 최종 클라이맥스를 향한 상승이 시작된다. 그것은 패턴을 계속하지만 더 서두르고 더 긴급한 방식으로 이어지는 다음 변주 24와 분명히 쌍을 이룬다.
절정의 마지막 변주를 준비하기 위해 변주 24는 16분 음표의 덩어리로 변주 23의 트리오를 대체하여 흥분을 강화한다. 앞의 것을 명확하게 모델링한 것은 Brahms의 "변주의 변주"를 사용한 또 다른 예이다.
환희에 찬 대표작인 변주 25는 변주를 끝내고 최종 푸가로 이어진다. 변주 1과의 강한 유사성은 세트를 하나로 묶는다. 둘 다 오른쪽의 일시 중지를 채우는 왼손을 특징으로 하기 때문이다.
강력한 결말 푸가는 변주 세트를 클라이막스 피날레로 가져온다. 처음부터 끝까지 여러 번 반복되는 주제는 헨델 주제의 시작에서 파생된다. 가장 미시적인 수준에서 주제는 헨델 주제의 맨 위 성부의 처음 두 박자에서 오름차순 장조 두 번째 박자에서만 나온다. 오름차순 두 번째는 16분 음표에서 두 번 언급되고 장3도 높은 곳에서 다시 반복된다. ♭에서 C, D, E ♭ 올라가는 헨델 주제의 첫 번째 소절과 유사하다. 두 번째 소절의 다음 멜로디 라인은 일반적인 궤적에서 헨델 주제의 두 번째 소절과 유사하다(브람스의 주제는 펠릭스 멘델스존의 6개의 전주곡과 푸가 Op. 35, 역시 B ♭ 장조). Julian Littlewood는 푸가가 "헨델보다 바흐를 더 연상시키는 조밀한 대조적 논증"을 가지고 있다고 관찰한다. Littlewood는 그 규모에도 불구하고 푸가는 비슷한 질감으로 인해 세트의 나머지 부분과 분리되는 것을 피한다고 제안한다. "이러한 방식으로 과거와 현재 사이의 연결망을 체계적으로 만들어 인용이나 패러디가 아닌 종합을 달성한다."

## 반응 및 여파
클라라 슈만의 일기는 그녀와 브람스의 관계가 얼마나 가까운뿐만 아니라, 브람스의 때때로 특별한 무감각의 아이디어를 제공한다. 그러나 이듬해 봄(1862년 4월) 브람스는 그 작품의 사본을 보낸 비평가에게 보낸 메모에서 "나는 이 작품을 좋아하며 특히 내 다른 작품과 비교하여 가치가 있다"고 썼다.
클라라 슈만은 12월 7일 함부르크에서 피아노 협주곡 1번을 포함한 일련의 공연을 하기 위해 브람스의 고향을 방문했을 때 이 작품을 초연했다.